# أندي كروفورد
أندي كروفورد (27 مارس 1967 في المملكة المتحدة - ) (بالإنجليزية: Andy Crawford)‏ هو مدرب كرة قدم ولاعب كرة قدم أمريكي في مركز الهجوم. لعب مع Detroit Ignition ‏ وArizona Sandsharks ‏ وBuffalo Blizzard ‏ وColorado Comets ‏ وDenver Thunder ‏ وDetroit Rockers ‏ وPermian Basin Shooting Stars ‏.

## وصلات خارجية
- أندي كروفورد على موقع قاعدة بيانات كرة القدم.إي يو (الإنجليزية)